# Adoretus baquari
Adoretus baquari är en skalbaggsart som beskrevs av Abdullah och Roohi 1968. Adoretus baquari ingår i släktet Adoretus och familjen Rutelidae. Inga underarter finns listade i Catalogue of Life.